# Pseudocloeon balcanicum
Pseudocloeon balcanicum is een haft uit de familie Baetidae. De wetenschappelijke naam van de soort is voor het eerst geldig gepubliceerd in 1981 door Müller-Liebenau & Soldán.
De soort komt voor in het Palearctisch gebied.